# Лодердейл-Лейкс (Флорида)
Лодердейл-Лейкс (англ. Lauderdale Lakes) — місто (англ. city) в США, в окрузі Бровард штату Флорида. Населення — 35 954 особи (2020).

## Географія
Лодердейл-Лейкс розташований за координатами 26°10′1″ пн. ш. 80°12′2″ зх. д. / 26.16694° пн. ш. 80.20056° зх. д. (26.167058, -80.200614).  За даними Бюро перепису населення США в 2010 році місто мало площу 9,65 км², з яких 9,54 км² — суходіл та 0,11 км² — водойми.

## Демографія
Згідно з переписом 2010 року, у місті мешкали 32 593 особи в 11 891 домогосподарстві у складі 7941 родини. Густота населення становила 3378 осіб/км².  Було 15000 помешкань (1554/км²).
Расовий склад населення:
| - 80,6 % — чорних або афроамериканців - 14,2 % — білих - 1,2 % — азіатів - 0,2 % — корінних американців - 1,2 % — осіб інших рас |

До двох чи більше рас належало 2,5 %. Частка іспаномовних становила 5,4 % від усіх жителів.
За віковим діапазоном населення розподілялося таким чином: 24,8 % — особи молодші 18 років, 59,6 % — особи у віці 18—64 років, 15,6 % — особи у віці 65 років та старші. Медіана віку мешканця становила 37,6 року. На 100 осіб жіночої статі у місті припадало 84,7 чоловіків;  на 100 жінок у віці від 18 років та старших — 79,9 чоловіків також старших 18 років.
Середній дохід на одне домашнє господарство  становив 42 174 долари США (медіана — 31 497), а середній дохід на одну сім'ю — 44 451 долар (медіана — 37 022). Медіана доходів становила 30 474 долари для чоловіків та 26 909 доларів для жінок. За межею бідності перебувало 25,8 % осіб, у тому числі 35,2 % дітей у віці до 18 років та 25,1 % осіб у віці 65 років та старших.
Цивільне працевлаштоване населення становило 14 411 осіб. Основні галузі зайнятості: освіта, охорона здоров'я та соціальна допомога — 26,5 %, роздрібна торгівля — 18,0 %, науковці, спеціалісти, менеджери — 12,8 %, мистецтво, розваги та відпочинок — 12,2 %.